# Автопортрет (картина Каррьеры, 1746)
«Автопортрет» (итал. Autoritratto) — картина итальянской художницы Розальбы Каррьеры (1675—1757), представителя венецианской школы. Создана около 1746 года. С 1927 года хранится в коллекции Галереи Академии в Венеции.

## Описание
Этот автопортрет был написан за несколько лет до того, как Каррьера потеряла зрение в результате катаракты, несмотря на три перенесенные операции. Художница изобразила себя очень естественно и просто: не как модную портретистку, пользующуюся популярностью в Европе, а пожилую женщину с седыми, по-простому уложенными волосами, тонкими губами, без улыбки и задумчивым взглядом. На голове у нее лавровый венок, атрибут прославленных художников и поэтов, а черты лица передают болезненную усталость.
Живость, изящество и мягкие цветовые оттенки, характерные для ранних работ художницы, в этом портрете приглушенные и полны глубокой меланхолии. Быстрыми, свободными мазками Каррьера изображает свое лицо, на котором заметны краски, угасающие в серых тонах. Этот автопортрет, трогательный и полон психологического самоанализа, изображает спокойную и достойную зрелость. Провидческий взгляд выдает предчувствие своей трагической судьбы и ужасной старости, разрушенной безумием.